# Jiang Hua
Jiang Hua (* 1. August 1907 in Jianghua, Hunan; † 24. Dezember 1999 in Hangzhou, Provinz Zhejiang) war von 1975 bis 1983 Präsident des Obersten Volksgerichtshofs der Volksrepublik China.

## Leben
Yang Xiufeng trat der Kommunistischen Partei Chinas bei und war Parteifunktionär auf verschiedenen Ebenen.  Von 1975 bis 1983 war er als Nachfolger von Yang Xiufeng Präsident des Obersten Volksgerichtshofes der Volksrepublik China. Sein Nachfolger wurde Zheng Tianxiang.